# Non expedit

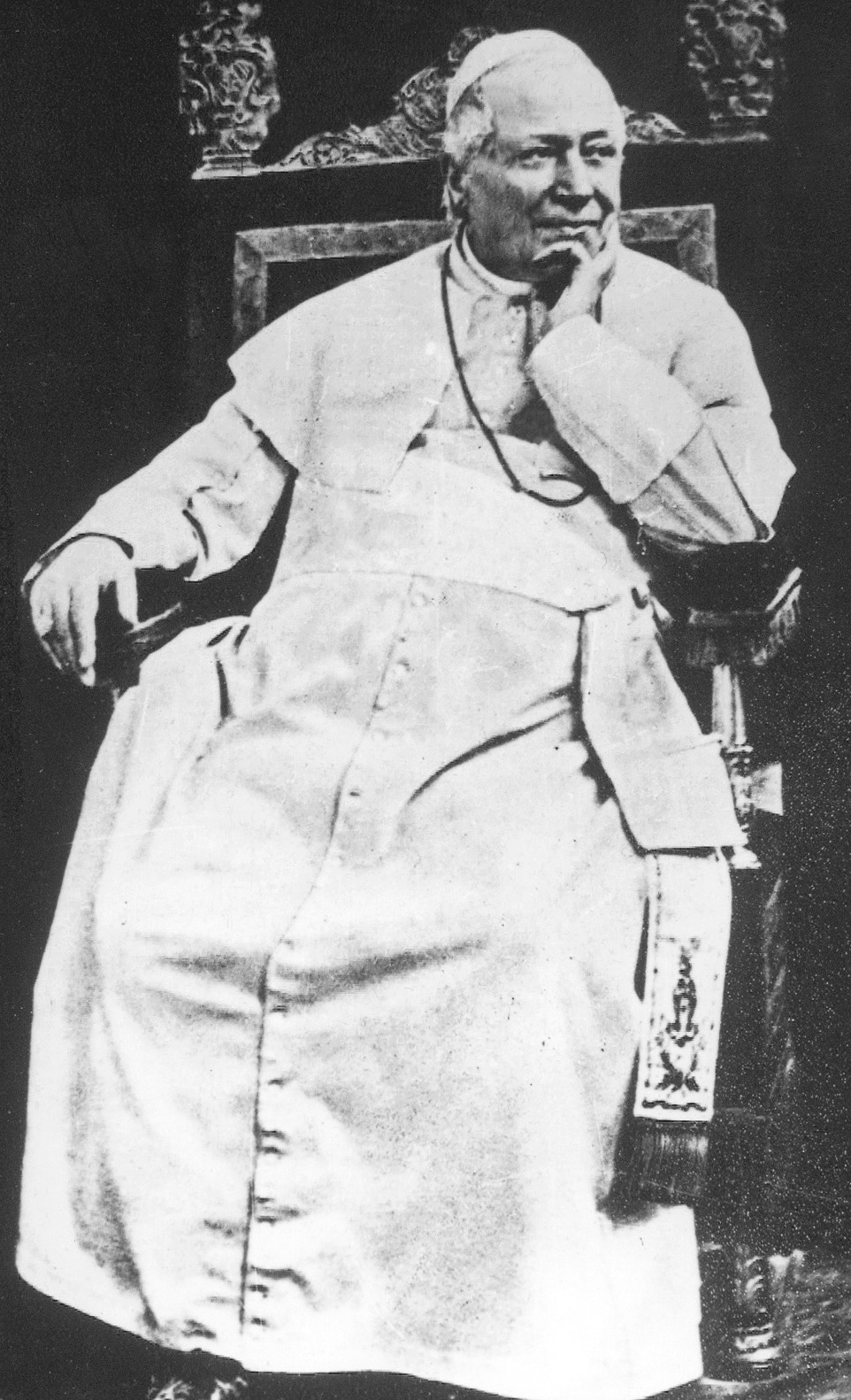
Le pape Pie IX, né Giovanni Maria Mastai-Ferretti, qui régna du 16 juin 1846 à sa mort en 1878.

Le non expedit (latin pour « [cela] ne convient pas ») est la dénomination récapitulative de la position du Saint-Siège concernant la participation des catholiques italiens à la vie politique de leur pays entre 1868 et 1919. 
À la suite de la dépossession des États pontificaux lors du Risorgimento, le pape Pie IX par un décret du 29 février 1868, interdit aux catholiques italiens (c’est-à-dire à la quasi-totalité de la population) de participer comme électeurs ou candidats aux élections du royaume d'Italie.
Le pape Léon XIII, ouvrit une première brèche dans le non expedit en permettant la participation aux élections municipales. Le pape Pie X, en 1913, agrandit cette brèche, en permettant aux évêques italiens d'autoriser, selon leur discernement, la participation aux élections législatives. Aux élections de novembre 1919, le Parti populaire (précurseur de la Démocratie chrétienne) animé par Don Sturzo, présente des candidats.
Les accords du Latran de 1929 régularisent les relations entre la papauté et l'État italien.